# Jan Murray
Jan Murray (4 de octubre de 1916 - 2 de julio de 2006) fue un comediante en vivo, actor y presentador televisivo de nacionalidad estadounidense, con una carrera artística cimentada con actuaciones en el llamado Borscht Belt.

## Biografía
Su verdadero nombre era Murray Janofsky, y nació en el barrio neoyorquino del Bronx. Su interés por la comedia se inició en la infancia, cuando representaba para su madre, que estaba postrada en cama, número cómicos que él había visto en un teatro local.
Murray empezó a actuar en el vodevil a los 18 años de edad, haciendo lo mismo más adelante en los centros vacacionales de las Montañas de Catskill (conocidos como el Borscht Belt), muy populares entre los turistas judíos. En los primeros años 1950 actuaba en Las Vegas, apareciendo su nombre en las marquesinas. Posteriormente pasó a la televisión, medio en el que presentó diferentes concursos, entre ellos Blind Date (DuMont Television Network, 1953), Dollar a Second (1953–1957), su creación The New Treasure Hunt (1956–1959), Charge Account  (también conocido como The Jan Murray Show, 1960–1962), y Chain Letter (1966). Más adelante fue frecuente panelista en The Hollywood Squares, y fue durante varios años copresentador del teletón anual de la Jabad-Lubavitch en la Costa Oeste. Además, en una ocasión actuó como él mismo en la sitcom de la NBC Car 54, Where Are You?.
Entre las producciones cinematográficas en las que participó figuran A Man Called Dagger, Of Love and Desire, Thunder Alley, Tarzan and the Great River, Which Way to the Front?, y La loca historia del Mundo. Murray se mudó a Los Ángeles a fin de seguir su carrera de actor, y participó en muchas ocasiones en el programa de televisión The Tonight Show.
Murray se casó con Pearl Cohen en 1939, y tuvo un hijo con ella, aunque la pareja después se divorció. En octubre de 1949 se casó con Kathleen (Toni) Mann, con la que tuvo tres hijos, permaneciendo el matrimonio unido hasta la muerte del actor. La compañía productora de Murray, Jantone, tomó su nombre comercial a partir del nombre de ambos cónyuges.
Murray fue un apasionado golfista, y tuvo muchos compañeros de juego también humoristas. Entre ellos se encontraban Jack Carter, Jerry Lewis, Joey Bishop y otros. Murray creó números cómicos a menudo relacionados con el juego, que representaba en diversas competiciones de golf de carácter benéfico. Incluso presidió durante varios años el Comedians' Golf Classic, que se celebraba en Nueva York y California.
En 1997 se le concedió una Estrella Golden Palm en el Paseo de la Fama de Palm Springs, California. Jan Murray se retiró del mundo del espectáculo a los 83 años, una edad en la que el asma le impedía trabajar con normalidad. Falleció el 2 de julio de 2006, a los 89 años de edad, en Beverly Hills, California, tras sufrir complicaciones derivadas de una neumonía y un enfisema. Fue enterrado en el cementerio Hillside Memorial Park de Culver City, California.

## Filmografía

### Cine
| - 1965: Who Killed Teddy Bear - 1967: A Man Called Dagger - 1967: The Busy Body, de William Castle - 1967: Thunder Alley - 1967: Tarzan and the Great River | - 1968: The Angry Breed - 1970: Which Way to the Front? - 1971: Day of the Wolves - 1981: La loca historia del Mundo, de Mel Brooks - 1984: Fear City, de Abel Ferrara |

### Televisión
| - 1951: Go Lucky - 1950: Sing It Again - 1952: Meet Your Match - 1953: Dollar a Second - 1955: Jan Murray Time | - 1956: Treasure Hunt - 1974: Roll, Freddy, Roll! - 1976: Banjo Hackett: Roamin' Free - 1980: The Dream Merchants - 1986: But Seriously, Folks |